# JSDC
JSDC (Japan Sim Drift Championship) とは、Garage Revivalが主催となり開催される、レースシミュレーターのアセットコルサ（en:Assetto Corsa）を使用したドリフト走行により競われるeスポーツである。2019年から行われている。2022シーズンは開催されないことが発表された。

## 概要
日本初の、レースシミュレーターによるドリフトの競技大会である。使用するのはパソコン版のアセットコルサであり、実在するコース（特設コースを含む）をシミュレーター上で走行して戦われる。レギュレーションに則した環境があれば、だれでも参加することが可能である。
現役D1ドライバーの小橋正典も参戦している。

### 競技進行
2020シーズンまでは土曜に単走予選が行われ、日曜に予選通過者16台による追走決勝が行われていた。
2021シーズン以降は土曜のみの開催となり、32台による追走決勝のみの大会となった（ラウンド4からプロクラスを除き単走予選が行われるようになった）。

### 参加方法
JSDCの公式Discordサーバーに参加し、規定の期間内に参加申し込みをすることで出場が可能。ただし、応募台数が少ないためか倍率が非常に高く、また先行順であるため、数十秒で満枠になることが多い。2021シーズンより、プロクラス制度が始まり、対象の選手は優先的にエントリーが可能である。

## 主なレギュレーション
- ハンドルコントローラーのみでの出場可能（汎用パッドおよびキーボード、マウス等の出場はできない）。
- クーペ、セダン、ハッチバックの一般市販された車両であり車体両側に乗降ドアを有する乗車定員2名以上6名以下の乗用車がベースであること[注釈 1]。
- 駆動方式はFRかMRのみ認められる。（ベース車両が四輪駆動やFFであっても、システム上FR、MRであれば問題ない。）
- シーズン中の車両変更は認められない（ただし、開幕戦をマザーシャシー（後述）で出場した選手に限り、第2戦以降の車両変更は認められる。第2戦で使用した車両からの変更は認められない）。
- 最大切れ角は80度、最低重量は1000kg、最高馬力は800馬力に抑えられる。
- タイヤはJSDCの規定ファイルでなければならない。

### プロクラス
エントリーが殺到し、上位選手や人気選手が出場できない等の事態を防ぐため、運営が認めた15名の選手が優先的にエントリーが可能となる制度である。その年の開幕戦の前に、非公開で選考会が行われ、上位の選手が年間のプロ資格を獲得できる。最終戦終了時でのシリーズランキング下位8名は翌年のプロ資格は剥奪される他、2戦連続欠場するとその時点で剥奪される。
プロクラス選考会は単走のみで競われる。

### マザーシャシー
基本的にJSDCは自作、もしくは依頼したオリジナルの車両MODで参加する競技だが、車両MODを作る技術がない者に向け、レギュレーションに対応した車両MOD（マザーシャシー）を配布している。マザーシャシーを用いてプロクラスに認定された選手も存在する。マザーシャシーには以下の車両が含まれる。
- 2019シーズンマザーシャシー
  - 日産・スカイライン ER34(4ドアセダン)
  - 日産・シルビア S13(ワンビア)
  - マツダ・RX-7 FD3S
- 2020シーズンマザーシャシー　　  
  - マツダ・RX-7 FD3S
  - 日産・スカイライン ER34(4ドアセダン)
  - 日産・180SX (S13シルビア顔のシルエイティ)
  - 日産・180SX (S15シルビア顔のシルエイティ)
  - トヨタスープラ JZA80
- 2021シーズンマザーシャシー[4]
  - 日産・シルビア S13
  - 日産・シルビア S14
  - 日産・シルビア S15
  - 日産・180SX

また、2021シーズンではマザーシャシーとは別にタイヤテスト用の日産・シルビア S15が配布された。

## スケジュール

### 2019シーズン
| ラウンド（開催日）     | コース                   | 単走予選優勝者と使用車両                    | 総合優勝者と使用車両                        |
| ---------------------- | ------------------------ | ------------------------------------------- | ------------------------------------------- |
| エキシビジョン（5/25） | 名阪スポーツランド       |                                             |                                             |
| Rd.1（6/22, 23）       | 奥伊吹                   | Nick_294（三菱・ランサーエボリューションⅩ） | KURO（フォード・GT40）                      |
| Rd.2（8/24, 25）       | 岡山国際サーキット       | にわちゃん（日産・シルビア S13(ワンビア)）  | Nick_294（三菱・ランサーエボリューションⅩ） |
| Rd.3（9/29, 30）       | エビスサーキット南コース | にわちゃん（日産・シルビア S13(ワンビア)）  | Nick_294（三菱・ランサーエボリューションⅩ） |
| Rd.4（10/20, 21）      | 筑波サーキット           | Nick_294（三菱・ランサーエボリューションⅩ） | ロッテン（日産・シルビア S15）              |
| Rd.5（11/9, 10）       | お台場                   | ロッテン（日産・シルビア S15）              | TUS Fenrir（マツダ・RX-7 FD3S）             |

シリーズチャンピオン：Nick_294（三菱・ランサーエボリューションⅩ）

### 2020シーズン
| ラウンド（開催日）                  | コース                   | 単走予選優勝者と使用車両                    | 総合優勝者と使用車両           |
| ----------------------------------- | ------------------------ | ------------------------------------------- | ------------------------------ |
| Rd.1（4/15, 26）                    | お台場                   | AziDhk（トヨタ・アルテッツァ）              | AziDhk（トヨタ・アルテッツァ） |
| Rd.2（5/23, 24）                    | エビスサーキット南コース | AziDhk（トヨタ・アルテッツァ）              | AziDhk（トヨタ・アルテッツァ） |
| Rd.3（6/20, 21）                    | 日光サーキット           | AziDhk（トヨタ・アルテッツァ）              | Kaze（トヨタ・GRスープラ）     |
| エキシビジョン ラリークロス（7/25） | -                        | -                                           | RYO#0383                       |
| Rd.5（9/26, 27）                    | 筑波サーキット           | Nick_294（三菱・ランサーエボリューションⅩ） | Kaze（トヨタ・GRスープラ）     |
| Rd.6（10/24, 15）                   | 名阪スポーツランド       | Kaze（トヨタ・GRスープラ）                  | AziDhk（トヨタ・アルテッツァ） |
| Rd.7（11/21,22）                    | お台場                   | Snworks（サターン・スカイ）                 | AziDhk（トヨタ・アルテッツァ） |

シリーズチャンピオン：AziDhk（トヨタ・アルテッツァ）

### 2021シーズン
| ラウンド（開催日） | コース                   | 総合優勝者と使用車両                          |
| ------------------ | ------------------------ | --------------------------------------------- |
| Rd.1（4/10）       | エビスサーキット西コース | にわちゃん（三菱・ランサーエボリューションⅩ） |
| Rd.2 (5/8)         | 御垂水峠                 | Kaze（マツダ・RX-7(FD3S)）                    |
| Rd.3 (6/12)        | Bikernieki               | えふえいち（トヨタ・GRスープラ）              |
| Rd.4単走予選(6/20) | お台場特設コース         | lotten（シボレー・コルベット(C3)）            |
| Rd.4(7/10)         | 筑波サーキット TC1000    | にわちゃん（三菱・ランサーエボリューションX） |
| Rd.5単走予選(8/15) | 筑波サーキット           | lotten（シボレー・コルベット(C3)）            |
| Rd.5(9/11)         | Long Beach               | Kaze（マツダ・RX-7(FD3S)）                    |
| Rd.6単走予選(9/19) | エビスサーキット西コース | チー助（スバル・インプレッサ(GDB)）           |
| Rd.6(10/10)        | IRWINDALE                | Kaze（マツダ・RX-7(FD3S)）                    |
| Rd.7単走予選(中止) |                          |                                               |
| Rd.7(中止)         | English Town             |                                               |
| Rd.8(12/12)        | お台場                   | Kaze(マツダ・RX-7(FD3S))                      |

シリーズチャンピオン：Kaze(マツダ・RX-7(FD3S))